# Palästinensischer Roter Halbmond

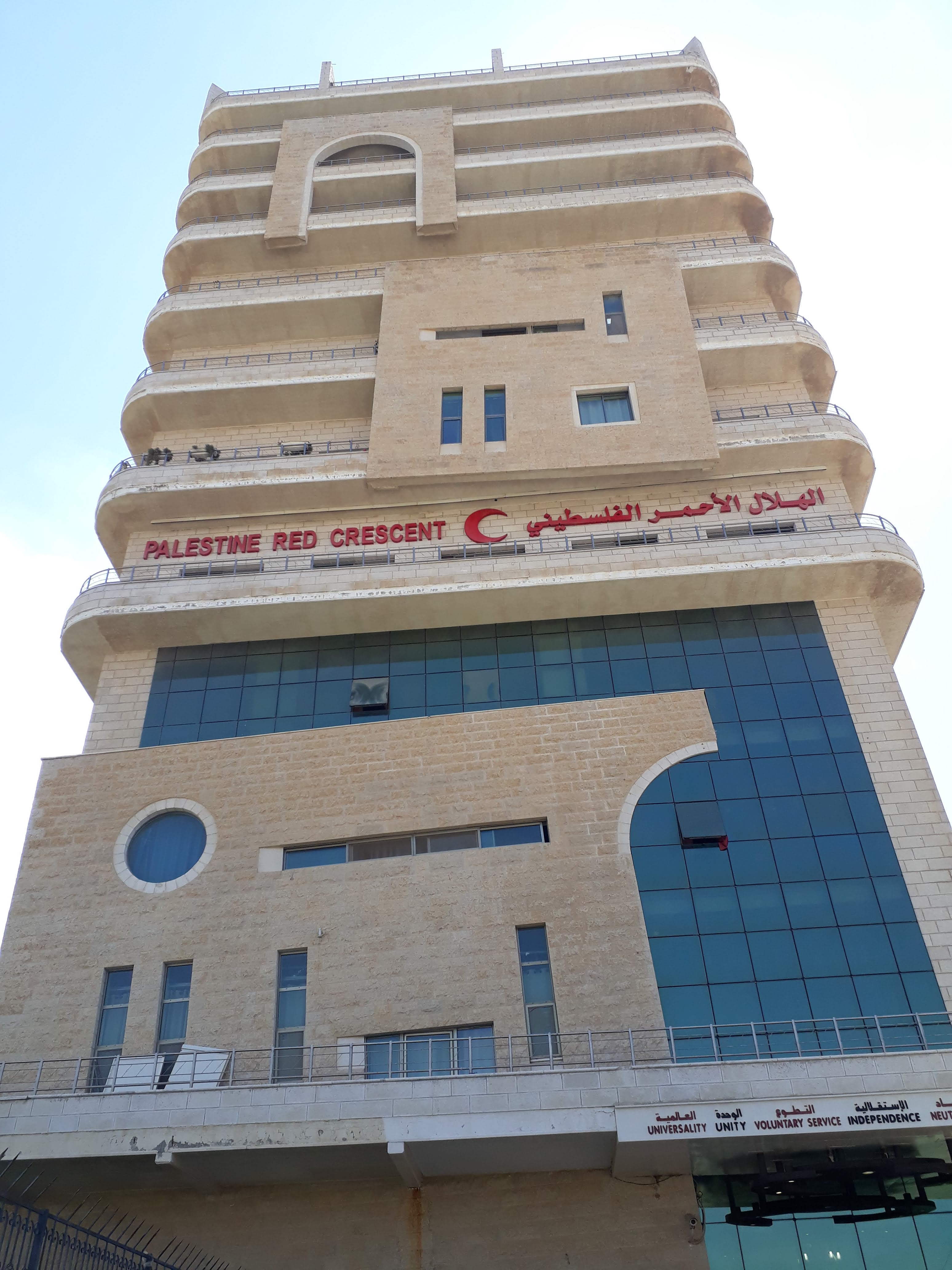
Der PRCS-Hauptsitz im Westjordanland befindet sich in der Stadt Al-Bireh.

Der Palästinensische Rote Halbmond (arabisch جمعية الهلال الأحمر الفلسطيني, englisch Palestinian Red Crescent Society PRCS) ist nach den Genfer Abkommen von 1949 die Nationale Rothalbmond-Gesellschaft im De-facto-Staat Palästina, der das Westjordanland einschließlich Ostjerusalem und den Gazastreifen umfasst, und als solches Teil der Internationalen Rotkreuz- und Rothalbmond-Bewegung inklusive der Anerkennung ihrer sieben Grundsätze. Sein Hauptsitz befindet sich in Ramallah, in der Nähe von Jerusalem.
Der Rote Halbmond versorgt Krankenhäuser und medizinische Grundversorgungszentren in den palästinensischen Autonomiegebieten und bietet Notfallmedizin und Krankenwagendienste an.

## Geschichte
Der palästinensische Zweig der Bewegung wurde 1968 von Yasser Arafats Bruder Fathi Arafat gegründet.
Der Rote Halbmond war erstmals 1910 mit der Eröffnung seiner Sitzung in Jerusalem in Palästina präsent. Am 26. Dezember 1968 wurde die Palästinensische Rothalbmond-Gesellschaft (PRCS) offiziell gegründet, um die Gesundheitsversorgung der Palästinenser zu gewährleisten. Am 1. September 1969 wurde die PRCS während der sechsten Sitzung des Palästinensischen Nationalrats in Kairo als nationale Gesellschaft mit Rechtsstatus anerkannt. Seitdem spielt die PRCS eine bedeutende Rolle in den palästinensischen Gebieten und bietet Gesundheits- und Sozialdienste an. Sie beschäftigt Zehntausende palästinensische, arabische und ausländische Mitarbeiter und Freiwillige.
Im Juni 2006 wurde der Palästinensische Rote Halbmond gemäß einem Beschluss der 29. Internationalen Konferenz des Roten Kreuzes und des Roten Halbmonds der Vollmitgliedsstatus in der Internationalen Föderation der Rotkreuz- und Rothalbmond-Gesellschaften gewährt.

## Vorfälle im Gaza-Israel-Krieg 2023

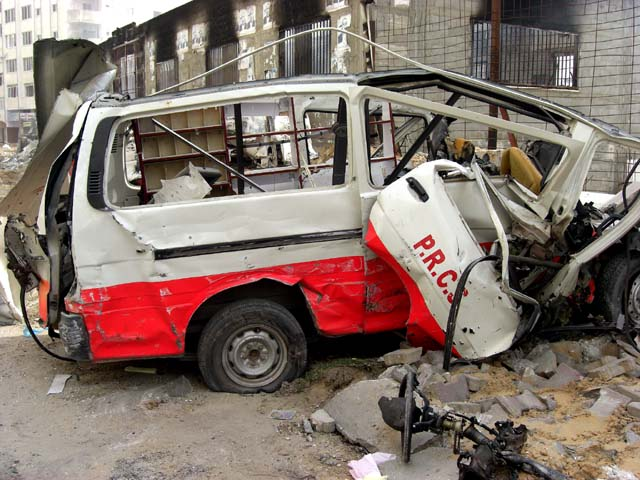
Zerstörter Krankenwagen in der Stadt Shuja'iyya im Gazastreifen nach israelischem Beschuss des Al-Quds-Krankenhauses

Im Zuge des Gaza-Kriegs 2023 wurden mehrere PRCS-Mitglieder getötet. Bis zum 25. März 2025 zählten die Vereinten Nationen insgesamt 34 getötete Sanitäter.  Am 11. Oktober 2023 meldete die PRCS, dass bei israelischen Luftangriffen in Gaza vier ihrer paramedizinischen Einsatzkräfte getötet wurden. Am 3. November 2023 griff das israelische Militär einen Krankenwagenkonvoi vom Al‑Shifa‑Krankenhaus an – laut der PRCS starben dabei 15 Zivilisten, wobei sich unter den Fahrzeugen auch PRCS‑Ambulanzen befanden. Am 2. Januar 2024 traf eine Bombe das Hauptquartier des PRCS in Khan Younis. Bei diesem Angriff kamen mindestens fünf Personen ums Leben.

### März 2025: Angriffe auf humanitäre Konvois in Rafah
Am 23. März 2025 wurden 15 Ersthelfer getötet, darunter acht Mitarbeitende des PRCS, sechs Angehörige des Zivilschutzes und ein UN-Mitarbeiter. Die Israelischen Verteidigungsstreitkräfte gaben an, man habe auf „verdächtige“ Fahrzeuge gezielt und dabei „mindestens neun Terroristen“ getötet. Der israelische Militärsprecher Nadav Shoshani erklärte am 31. März 2025, die israelischen Streitkräfte hätten keinen „willkürlichen“ Krankenwagen angegriffen, sondern mehrere Fahrzeuge seien „verdächtig“ ohne Scheinwerfer oder Warnblinkanlage auf israelische Truppen zugefahren, was diese zum Schießen veranlasst habe. Die New York Times veröffentlichte am 4. April 2025 ein Video, das auf dem Mobiltelefon eines Sanitäters entdeckt wurde. Das Video zeigt, dass die Krankenwagen und Feuerwehrautos, in denen sie unterwegs waren, deutlich gekennzeichnet waren und ihre Warnblinkanlage angeschaltet hatten, als israelische Truppen sie mit einer Salve von Schüssen, die mehrere Minuten anhielt, tötete. Die PRCS beklagte den Vorgang als Kriegsverbrechen.

## Krankenwagendienste
Gemäß einem Mandat des damaligen PLO-Chefs Jassir Arafat aus dem Jahr 1996 stellt das PRCS den Großteil der medizinischen Notfallversorgung und der Hilfsdienste in den Gebieten bereit, darunter auch Krankentransporte. Die Krankentransporte werden von 41 Stationen und Unterstationen, 22 mobilen Feldposten, 122 Krankenwagen, 346 Rettungssanitätern und über 500 Freiwilligen sichergestellt.
1996 wurde zudem das Emergency Medical Institute gegründet, das Personal und Rettungssanitäter nach internationalen Standards ausbildet. Darüber hinaus war das PRCS maßgeblich an der Einrichtung der nationalen Notrufnummer 101 beteiligt.

## Spezielle Probleme

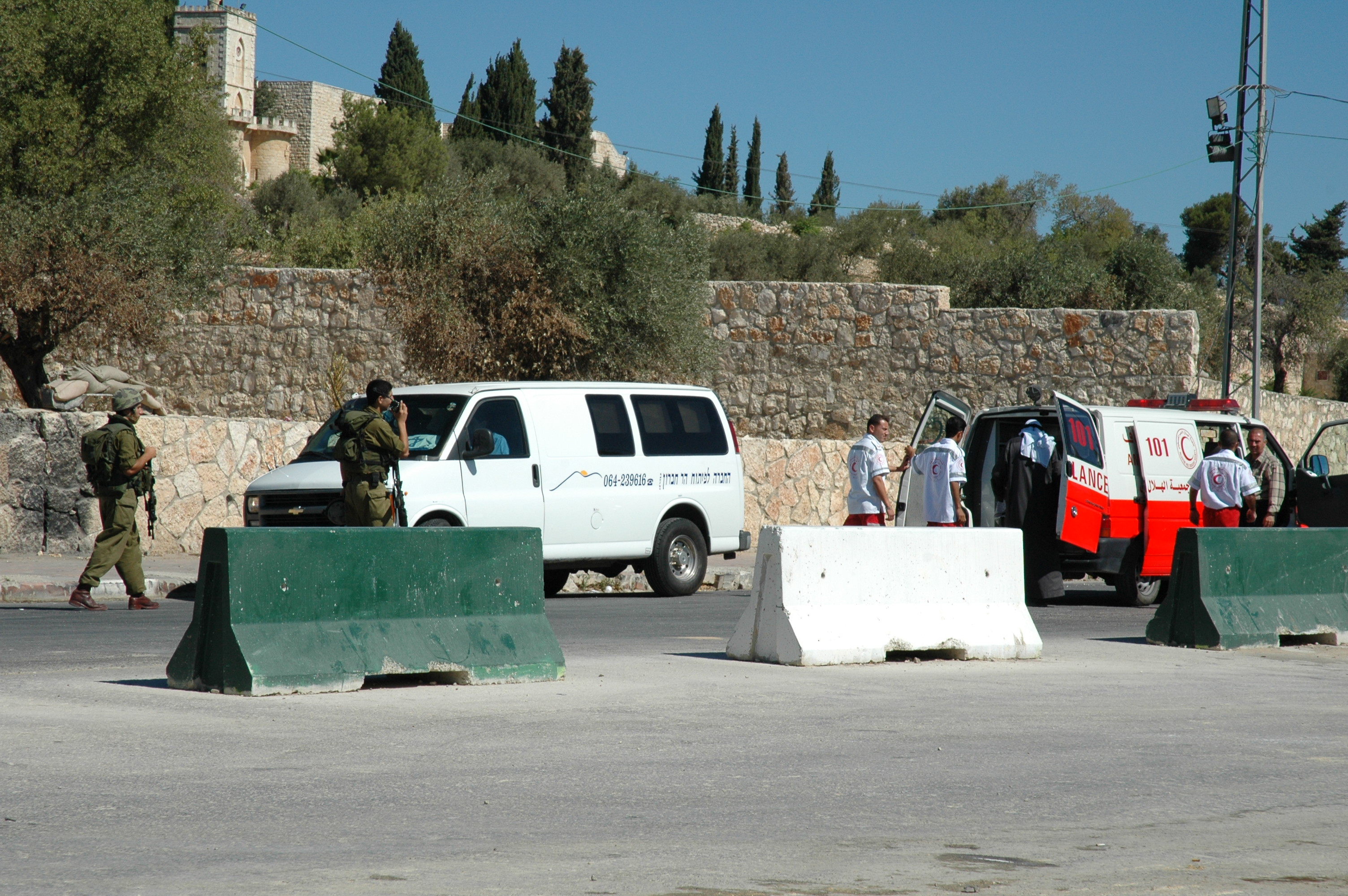
Krankenwagen des palästinensischen Roten Halbmonds an einem israelischen Kontrollpunkt

Nach der zweiten Intifada verschärften sich die Kontrollen an den insgesamt 528 Grenzposten im Westjordanland und in Gaza. Der anhaltende Konflikt zwischen Israelis und Palästinensern erschwert die Bereitstellung medizinischer Dienste. Israel erhob während des Gaza-Krieges 2008–2009 die Behauptung, dass die Hamas systematisch medizinische Einrichtungen, Fahrzeuge und Uniformen als Deckmantel benutzt hätte. Amnesty International bestreitet jedoch, und erklärt, dass keine Beweise für derartige Aktionen vorgelegt worden seien. Darüber hinaus heißt es in Magen David Adoms Eingabe an die UN-Mission, die den Krieg untersucht, dass „Krankenwagen der PRCS nicht zum Transport von Waffen oder Munition eingesetzt wurden … [und] das Emblem von PRCS nicht missbraucht wurde.“ Diese Vorgehensweise führt jedoch zu einer verzögerten Patientenversorgung und hat erhebliche negative Folgen. So mussten beispielsweise zwischen den Jahren 2000 und 2007 schätzungsweise 16 % der schwangeren Frauen länger als zwei Stunden an Kontrollpunkten warten. Dies führte dazu, dass innerhalb von sieben Jahren 68 Frauen an Kontrollpunkten entbunden, 35 Fehlgeburten auftraten und fünf Mütter starben.
Im Juli 2023 kündigte der Palästinensische Rote Halbmond an, alle im Westjordanland und in Ostjerusalem tätigen Ärzte und Sanitäter mit kugelsicheren Westen und Helmen auszustatten. Grund für diese Maßnahme ist die Zunahme gewalttätiger Übergriffe der israelischen Armee und jüdischer Siedler. Den Angaben der Agentur zufolge hat sich die Zahl der Angriffe auf medizinisches Personal und Krankenwagen des Palästinensischen Roten Halbmonds im Jahr 2023 im Vergleich zum Vorjahr verdreifacht und erreichte im ersten Halbjahr 193 Vorfälle. Zu diesen Angriffen zählen Schüsse mit Gummigeschossen und scharfer Munition, sowohl während der Fahrt zur Abholung der Verletzten als auch während der Abholung selbst, sowie die Behinderung der Durchfahrt von Krankenwagen.